# بيتر سوان (لاعب كرة قدم)
بيتر سوان (بالإنجليزية: Peter Swan)‏ (28 سبتمبر 1966 في المملكة المتحدة - ) هو كاتب سير ذاتية ولاعب كرة قدم بريطاني في مركز الدفاع. لعب مع بورت فايل وليدز يونايتد ونادي بليموث أرجايل ونادي بوري ونادي بيرنلي ونادي يورك سيتي وهال سيتي.

## وصلات خارجية
- بيتر سوان على موقع قاعدة بيانات كرة القدم.إي يو (الإنجليزية)
- بيتر سوان على موقع Soccerbase.com (لاعب) (الإنجليزية)